# Sông Nước Trong (Long Mỹ)
Sông Nước Trong là một sông chảy ở huyện Long Mỹ tỉnh Hậu Giang và huyện Gò Quao tỉnh Kiên Giang, Việt Nam .
Tại xã Vĩnh Thắng thì sông Nước Trong hợp lưu với sông Nước Đục rồi đổ ra sông Cái Lớn.